# Torbjørn Sindballe

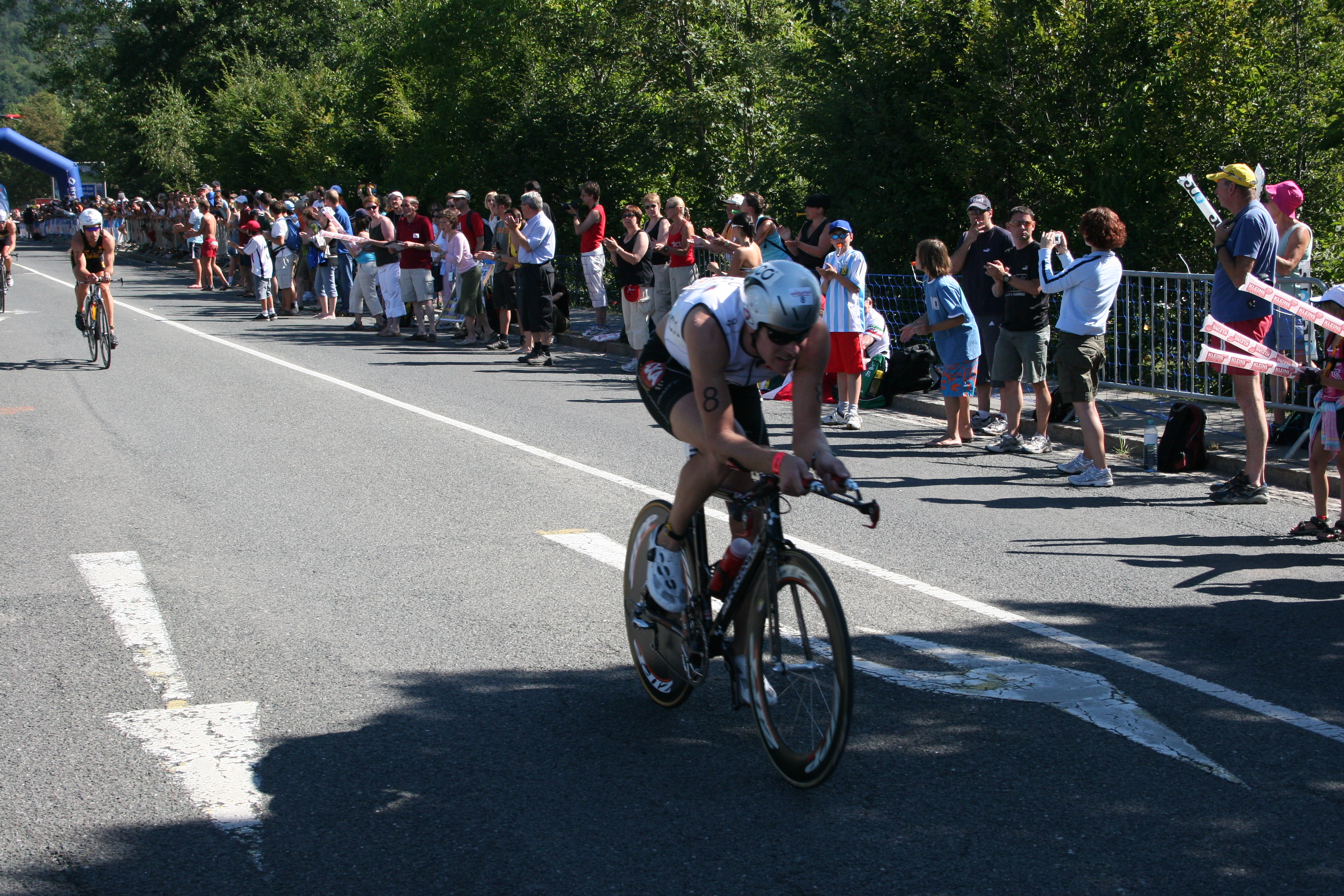
Torbjørn Sindballe en el Ironman Austria 2006

Torbjørn Sindballe (21 de octubre de 1976) es un deportista danés que compitió en triatlón.
Ganó cuatro medallas en el Campeonato Mundial de Triatlón de Larga Distancia entre los años 1999 y 2006, y una medalla en el Campeonato Europeo de Triatlón de Larga Distancia de 2003. Además, obtuvo una medalla en el Campeonato Mundial de Ironman de 2007.

## Palmarés internacional
| Campeonato Mundial | Campeonato Mundial     | Campeonato Mundial | Campeonato Mundial |
| Año                | Lugar                  | Medalla            | Prueba             |
| ------------------ | ---------------------- | ------------------ | ------------------ |
| 1999               | Säter (Suecia)         | Medalla de plata   | Individual         |
| 2002               | Niza (Francia)         | Medalla de plata   | Individual         |
| 2004               | Säter (Suecia)         | Medalla de oro     | Individual         |
| 2006               | Canberra (Australia)   | Medalla de oro     | Individual         |
| Campeonato Europeo |                        |                    |                    |
| Año                | Lugar                  | Medalla            | Prueba             |
| 2003               | Fredericia (Dinamarca) | Medalla de oro     | Individual         |

| Campeonato Mundial | Campeonato Mundial     | Campeonato Mundial | Campeonato Mundial |
| Año                | Lugar                  | Medalla            | Prueba             |
| ------------------ | ---------------------- | ------------------ | ------------------ |
| 2007               | Hawái (Estados Unidos) | Medalla de bronce  | Individual         |